# Tonnay-Boutonne
Tonnay-Boutonne è un comune francese di 1 177 abitanti situato nel dipartimento della Charente Marittima nella regione della Nuova Aquitania.

## Società

### Evoluzione demografica
Abitanti censiti